# Giải bóng đá nữ vô địch quốc gia 2012
Giải bóng đá nữ vô địch quốc gia 2012 (Tên chính thức là: Giải bóng đá nữ vô địch quốc gia - Cúp Thái Sơn Bắc 2012, đặt tên theo nhà tài trợ) là giải đấu bóng đá lần thứ 15 của Giải vô địch bóng đá nữ Việt Nam do VFF tổ chức và Công ty TNHH thiết bị điện Thái Sơn Bắc tài trợ. Giải Bóng đá nữ Vô địch Quốc gia - Thái Sơn Bắc 2012 với sự tham dự của 6 đội bóng gồm: Hà Nội I, Hà Nội II, Phong Phú Hà Nam, Than Khoáng sản Việt Nam, Thành phố Hồ Chí Minh và Gang thép Thái Nguyên sẽ thi đấu theo thể thức vòng tròn 2 lượt để tính điểm xếp hạng. Các trận lượt đi sẽ diễn ra từ ngày 10/4 đến ngày 27/4/2012 trên Sân vận động Thống Nhất và Sân vận động Phú Nhuận, Thành phố Hồ Chí Minh. Các trận lượt về được tổ chức trên Sân vận động Hà Nam, tỉnh Hà Nam từ ngày 12/5 đến ngày 30/5/2012.

## Cách tính điểm, xếp hạng
- Đội thắng: 3 điểm
- Đội hoà: 1 điểm
- Đội thua: 0 điểm

Tính tổng số điểm của các Đội đạt được để xếp thứ hạng.
- Nếu có từ 2 đội trở lên bằng điểm nhau, trước hết sẽ tính kết quả các trận đấu giữa các đội đó với nhau theo thứ tự: số điểm; hiệu số bàn thắng-bàn thua; số bàn thắng. Nếu các chỉ số này vẫn bằng nhau thì tiếp tục xét các chỉ số của toàn bộ các trận đấu trong giải theo thứ tự: Hiệu số của tổng số bàn thắng- tổng số bàn thua; tổng số bàn thắng. Nếu vẫn bằng nhau sẽ tổ chức bốc thăm để xác định đội xếp trên.[2]

## Giải thưởng
- Đội Nhất: Cúp, cờ, HCV và 200 triệu đồng
- Đội xếp thứ Nhì: Cờ, HCB và giải thưởng 150 triệu đồng
- Đội xếp thứ Ba: Cờ, HCĐ và giải thưởng 100 triệu đồng
- Giải phong cách: Cờ và giải thưởng 10 triệu đồng
- Cầu thủ xuất sắc nhất giải: 5 triệu đồng
- Thủ môn xuất sắc nhất giải: 5 triệu đồng
- Cầu thủ ghi nhiều bàn thắng nhất: 5 triệu đồng.[2]

## Lịch thi đấu và kết quả
| 0 - 4 | Phong Phú Hà Nam - TP HCM         | 2 - 0 |
| 0 - 2 | Hà Nội II - Hà Nội I              | 2 - 7 |
| 0 - 2 | GT Thái Nguyên - Than KSVN        | 1 - 5 |
| 0 - 0 | Hà Nội II - Phong Phú Hà Nam      | 2 - 4 |
| 2 - 2 | Hà Nội I - Than KSVN              | 0 - 1 |
| 0 - 4 | GT Thái Nguyên - TP HCM           | 0 - 2 |
| 1 - 2 | Than KSVN - Hà Nội II             | 1 - 0 |
| 5 - 0 | Phong Phú Hà Nam - GT Thái Nguyên | 2 - 1 |
| 0 - 1 | TP HCM - Hà Nội I                 | 2 - 2 |
| 2 - 0 | Than KSVN - Phong Phú Hà Nam      | 1 - 1 |
| 0 - 0 | Hà Nội II - TP HCM                | 0 - 4 |
| 3 - 1 | Hà Nội I - GT Thái Nguyên         | 6 - 1 |
| 1 - 0 | TP HCM - Than KSVN                | 0 - 1 |
| 3 - 1 | GT Thái Nguyên - Hà Nội II        | 2 - 2 |
| 3 - 1 | Phong Phú Hà Nam - Hà Nội I       | 2 - 3 |

## Bảng xếp hạng
| 1 | Than Khoáng Sản Việt Nam | 10 | 6 | 2 | 2 | 16-7  | 20 |
| 2 | Hà Nội I                 | 10 | 6 | 2 | 2 | 27-14 | 20 |
| 3 | Thành phố Hồ Chí Minh    | 10 | 5 | 2 | 3 | 17-6  | 17 |
| 4 | Phong Phú Hà Nam         | 10 | 5 | 2 | 3 | 19-14 | 17 |
| 5 | Hà Nội II                | 10 | 1 | 3 | 6 | 9-24  | 6  |
| 6 | Gang Thép Thái Nguyên    | 10 | 1 | 1 | 8 | 9-32  | 4  |

## Kết quả tổng hợp
- Đội vô địch: Than Khoáng Sản Việt Nam
- Đội hạng nhì: Hà Nội I
- Đội thứ ba: Tp.Hồ Chí Minh
- Giải phong cách: Phong Phú Hà Nam
- Cầu thủ xuất sắc nhất: Nguyễn Thị Nguyệt (9 - Phong Phú Hà Nam)
- Cầu thủ ghi nhiều bàn thắng nhất: Nguyễn Thị Hòa (14, Hà Nội I, 8 bàn)
- Thủ môn xuất sắc nhất: Nguyễn Thị Thanh Hảo (30 - Than KSVN).